# Jérôme Vanderzijl
Jérôme Vanderzijl (24 augustus 1988) is een voormalig voetballer uit België.
Vanderzijl speelde bij K. Lierse SK waar hij onder trainer René Trost in de loop van de terugronde 2005-2006 naar de eerste ploeg werd overgeheveld. In het daarop volgende tussenseizoen werd hij definitief opgenomen in de A-kern, en tekende een nieuw driejarig contract tot 2008. Na afloop van dat contract vertrok hij naar RAEC Mons. In 2010 vertrok hij naar KSC Grimbergen. Na één jaar verruilde hij deze club voor AFC Tubize. Hij speelt vooral op de verdedigende posities en draagt het rugnummer 4.
Jérôme Vanderzijl is sinds 2017 getrouwd met tennisspeelster Yanina Wickmayer.

## Carrière
- RWDM
- FC Brussels
- 2006-2008: K. Lierse SK
- 2008-2010 RAEC Mons
- 2010-2011 KSC Grimbergen
- 2011-? AFC Tubize